# Бим, Абрахам
А́брахам (Эйб) Дэ́вид Бим (англ. Abraham David Beame; 20 марта 1906 — 10 февраля 2001) — 104-й мэр Нью-Йорка.

## Биография
Абрахам Дэвид Бим родился 20 марта 1906 года в Лондоне в семье еврейских иммигрантов из Варшавы Эстер Гольдфарб и Филипа Бирнбаума. Семья переехала в Нью-Йорк и поселилась в Нижнем Ист-Сайде. Образование Бим получал в Сити-колледже. Ещё будучи студентом, он с товарищем основал бухгалтерскую фирму Beame & Greidinger. С 1929 по 1946 год Бим преподавал бухгалтерское дело в средней школе в квартале Ричмонд-Хилл в Куинсе. Кроме того, в 1944—1945 годах он преподавал бухгалтерское дело и торговое право в Ратгерском университете.
В 1952 году Бим был назначен директором по городскому бюджету и прослужил в этой должности до 1961 года. В том году он избрался казначеем Нью-Йорка и прослужил до 1965 года. Тогда он получил право представлять демократическую партию на выборах мэра Нью-Йорка. Бим стал первым евреем, выставившим кандидатуру на выборах мэра города. Однако в тот раз победить ему не удалось, и должность занял его соперник республиканец Джон Линдси. В 1970—1973 годах Бим вновь занимал должность городского казначея. После этого он опять принял участие в выборах и на этот раз одержал победу. Биму пришлось выводить Нью-Йорк из серьёзного бюджетного кризиса. В целях предотвращения банкротства города он был вынужден уволить значительное число служащих и сократить капитальные расходы, хотя в то же время организовал современную городскую службу сбора и вывоза мусора. Жёсткие меры, принимаемые Бимом, вызывали критику федеральной комиссии по ценным бумагам и биржевым операциям. В конце концов неоднозначные решения Бима привели к созданию Корпорации муниципальной помощи (англ.) и чрезвычайного совета по финансовому контролю, к которым перешла значительная часть бюджетных полномочий. В 1977 году Бим попытался переизбраться, но проиграл праймериз Демократической партии и ушёл из политики.
10 февраля 2001 года в возрасте 94 лет от осложнений после операции на открытом сердце Абрахам Бим скончался.